# 紫螺屬
紫螺屬（学名：Janthina）是紫螺科的屬，本屬原有多個亞屬，這些屬曾一度獨立出來成為各自的屬，但現時所有原被分類為紫螺屬亞屬的物種都被合併回紫螺屬去。

## 型態描述
體長不超過40毫米，最大的紀錄是38.5毫米。螺殼薄，色淺紫藍，近球狀。

## 棲息地
本物種的棲所都不超過水深13米的海域。

## 分佈
本物種为全浮游贝类，廣泛分佈於全世界暖海域，包括韩国、台湾、中国大陆、马来西亚、印度尼西亚、阿拉伯半島東部。

## 物種
根據WoRMS，本屬包括下列物種：
- Janthina chavani (Ludbrook, 1978) †
- Janthina exigua Lamarck, 1816
- 琉璃紫螺 Janthina globosa Swainson, 1822[6][5]
- 紫螺 Janthina janthina (Linnaeus, 1758)
- Janthina pallida W. Thompson, 1840
- Janthina typica (Bronn, 1861) †
- 侏儒紫螺 Janthina umbilicata d'Orbigny, 1840[17]